# Статистическое общество
Статистическое общество — научное общество, открытое (1805) при Московском университете попечителем М. Н. Муравьёвым под председательством профессора И. А. Гейма .
Членами общества состояли профессора Н. Е. Черепанов, Л. А. Цветаев, преподаватели М. И. Невзоров, Я. Санглен, И. Ф. Венсович, Н. Г. Щёголев, В. М. Котельницкий. Целью общества было «исследование способов устроения отечественных произведений промышленности, искусств и политической силы Российского государства». Каждый из сотрудников общества должен был «приискивать источники и собирать сведения, касающиеся до статистики по России».
Общество не было утверждено Министерством народного просвещения и прекратило своё существование (1806). Серьёзное изучение политэкономии в научных обществах при Московском университете развернулось лишь в начале XX века в обществе им. А. И. Чупрова для разработки общественных наук.